# نشانه تری-توماس
نشانه تری-توماس (انگلیسی: Terry-Thomas sign) نشانه‌ای در رادیولوژی است و به جداشدگی استخوان ناوی از استخوان هلالی در اثر گسستگی تاندون هلالی-ناوی در نمای قدامی-خلفی عکس رادیوگرافی مچ دست گفته می‌شود. در اثر گسستگی این تاندون استخوان ناوی به سمت عقب می‌چرخد و فاصله‌ای بیش از ۳ میلی‌متر از استخوان هلالی برای تشخیص پاتوگنومونیک است.
نام دیگر این یافتهٔ رادیولوژیک «نشانهٔ دیوید لترمن» است.